# Смовдь-кукотина
{{#ifeq:0|0|{{#if:|{{#if:Peucedanumalsaticum|[[]}}|}}}}
Смовдь-кукотина (Peucedanum alsaticum) — вид трав'янистих рослин родини окружкові (Apiaceae), поширений у більшій частині Європи, у Сибіру й Казахстані.

## Опис
Багаторічна рослина, яка досягає висоти до 1,8 метра. Стебла мають дещо пурпурове забарвлення, гілки відносно короткі. Листя 2–3 перисте. Квіти біло-жовті. Плоди еліптичні довжиною від 3,5 до 5 мм і шириною від 2 до 3,5 мм.

## Поширення
Європа: Австрія, Чехія, Німеччина, Угорщина, Польща, Словаччина, Білорусь, Молдова, Росія, Україна (у т. ч. Крим), Албанія, Сербія, Словенія, Боснія і Герцеговина, Хорватія, Чорногорія, Македонія, Болгарія, Румунія, Франція; Азія: Західний Сибір, Казахстан.
Входить до переліків видів, які перебувають під загрозою зникнення на територіях Закарпатської області й АРК.

## Галерея

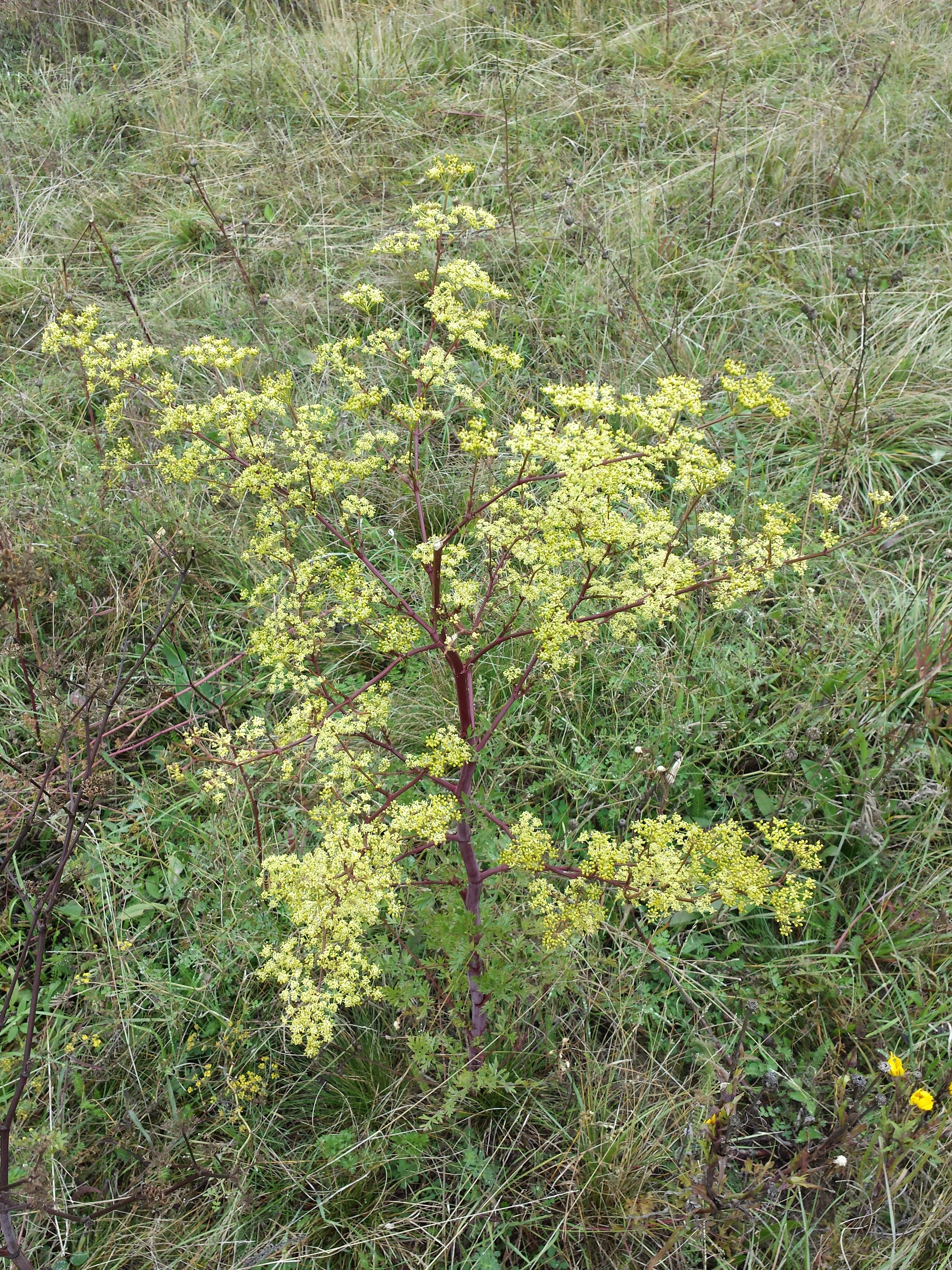
зовнішній вигляд
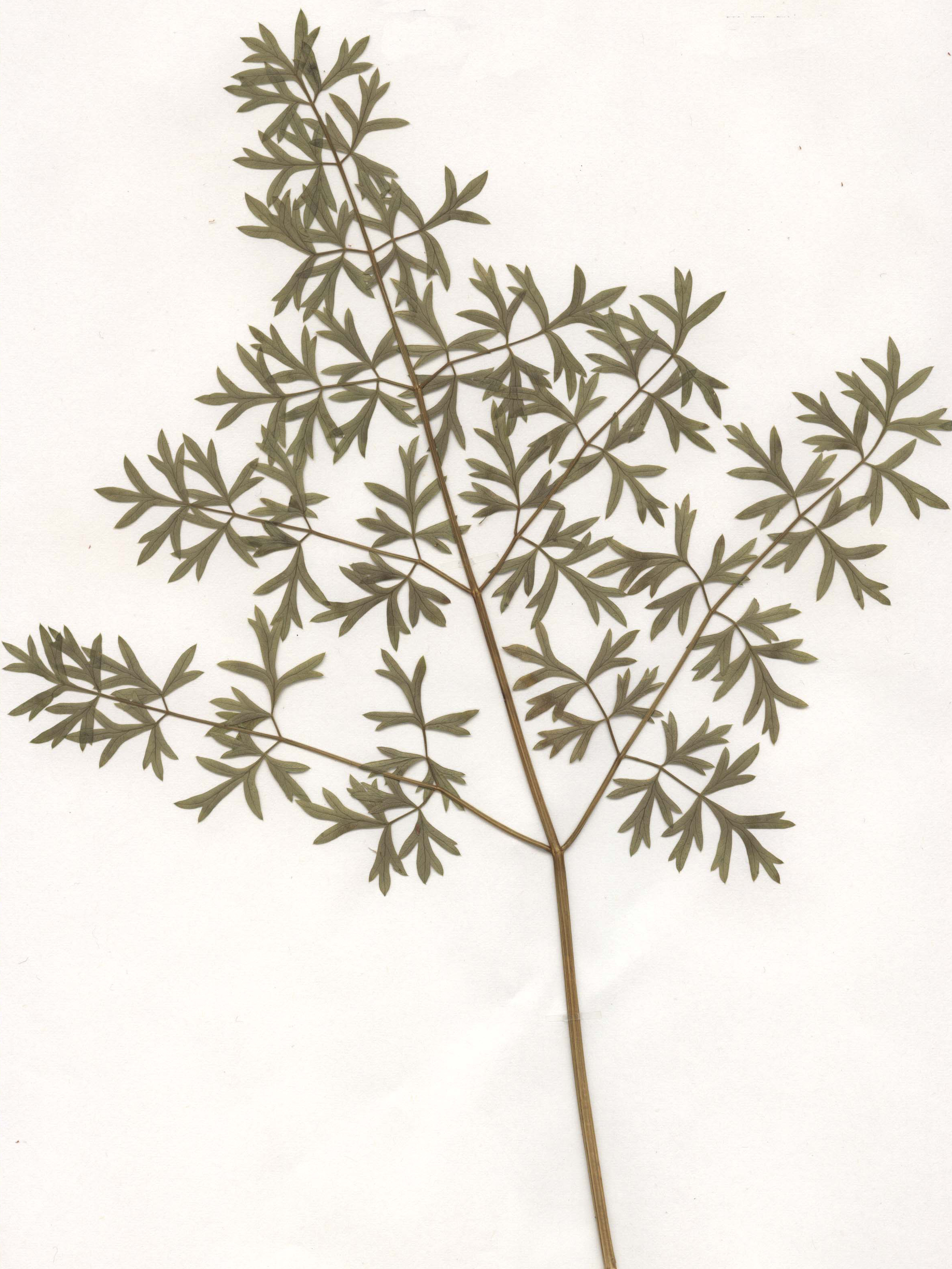
листя
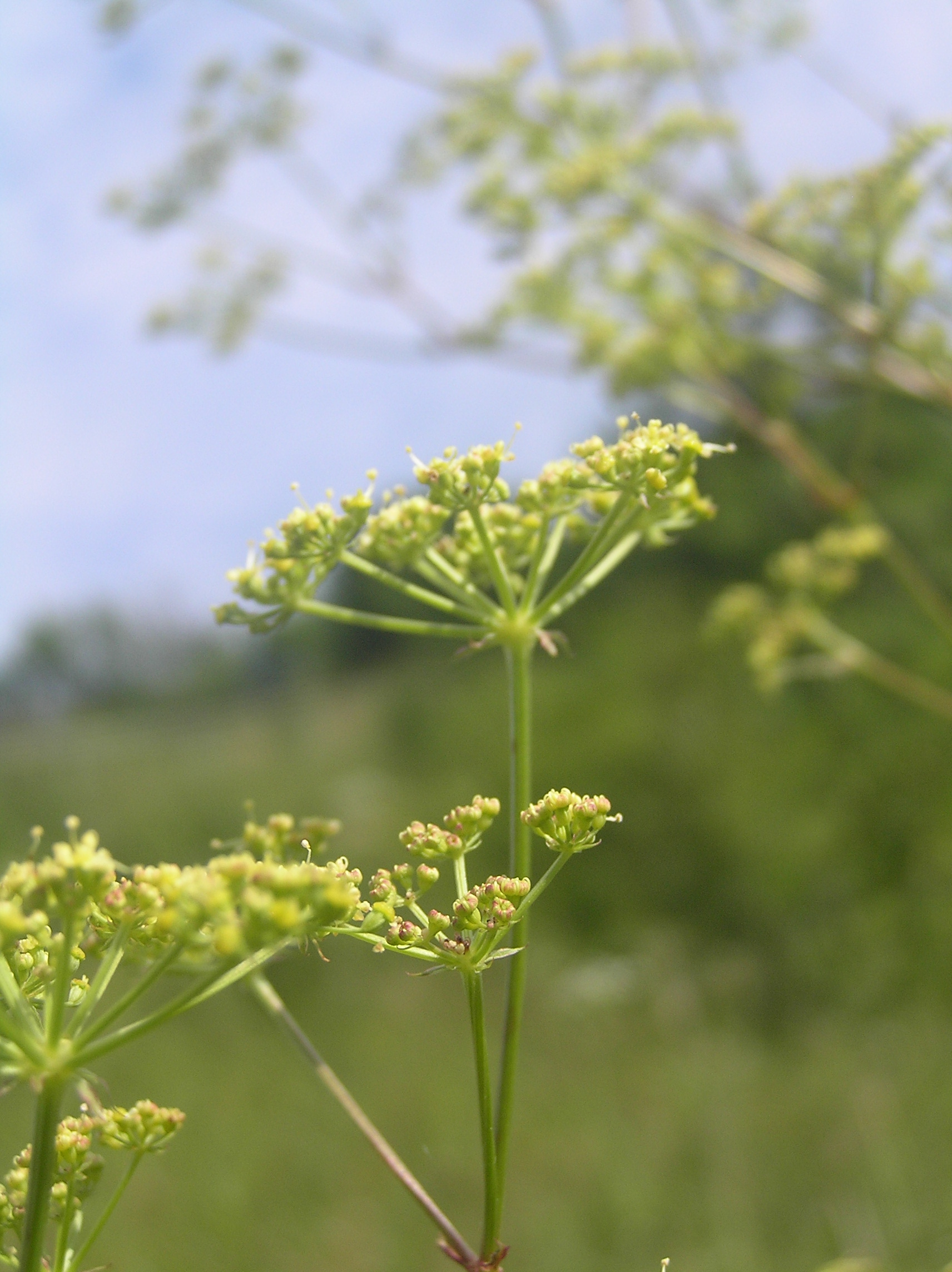
суцвіття
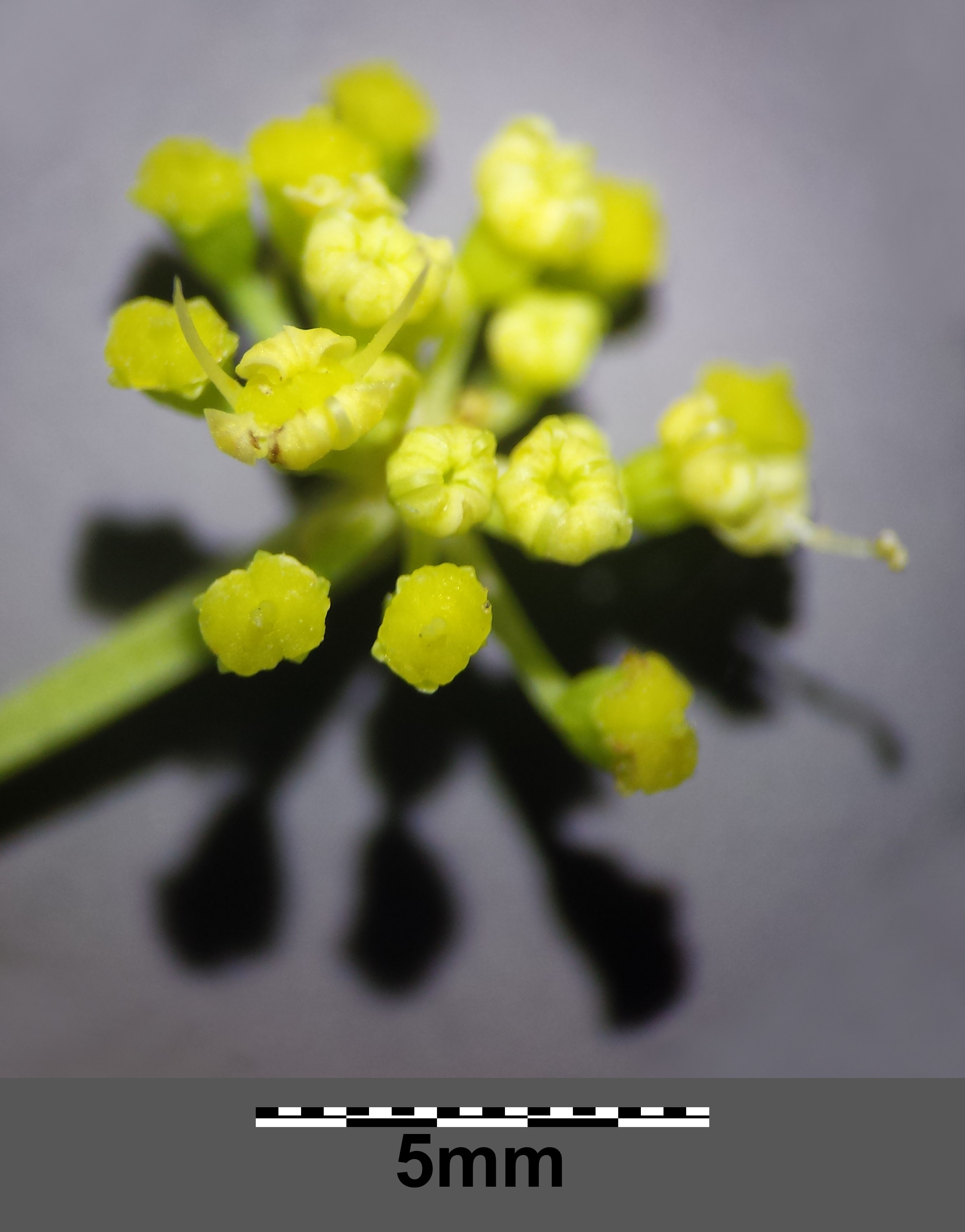
суцвіття 2 порядку
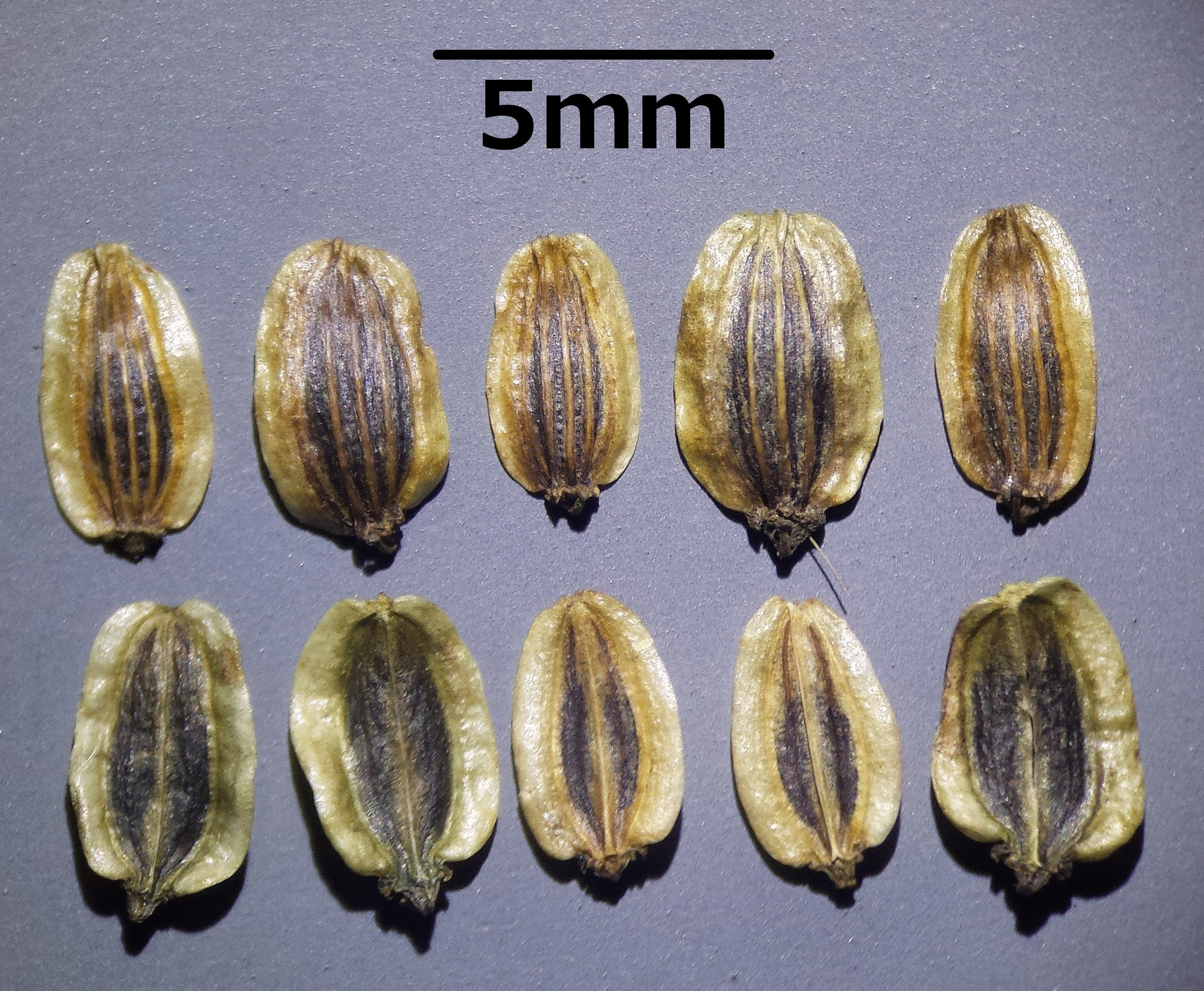
плоди